# Microalghe delle acque dolci
Le microalghe delle acque dolci costituiscono il fitoplancton e vivono, ove ci siano le condizioni necessarie per il loro sviluppo, nelle acque continentali di tutto il globo terrestre. Sono degli organismi vegetali in grado di svolgere l'azione fotosintetica come le piante superiori. A differenza di queste non producono semi, foglie o fiori, ma sono classificate a tutto diritto nel grande regno dei vegetali. Sono indispensabili per la catena trofica in quanto questi esseri viventi sono in grado di trasformare le sostanze inorganiche in sostanze organiche come i vegetali macroscopici o superiori. Con il termine microalghe s'intende comunemente l'insieme di tutte quelle cellule microscopiche visibili attraverso il microscopio o comunque con una lente d'ingrandimento. La classificazione delle specie che vivono nelle acque dolci è molto complessa, così come lo è quella che riguarda le microalghe che vivono nel mare o nelle acque salmastre. Certamente il numero delle specie che vivono nelle acque dolci è decisamente inferiore a quelle che vivono in mare, ma altrettanto affascinante e negli ultimi decenni si è dato una grande importanza per la loro coltivazione a scopo di alimento. Molte specie sono ricche di sostanze importanti per l'organismo umano. Le microalghe delle acque dolci possono avere varie forme, colori e dimensioni; si va dal verde brillante al verde scuro al verde cianotico, al giallo, al marrone, al rosso vivo. Le forme sono infinitamente varie e strane. Si passa da quelle tondeggianti a quelle con forma di siluro a quelle rettangolari, quadrate, ovoidali e possono essere unicellulari e pluricellulari che tendono a formare dei filamenti o delle colonie sferoidali mobili od immobili. Insomma una giostra di colori, forme e dimensioni che, quando viste al microscopio, accompagnano armoniosamente l'osservatore in un mondo silenzioso composto da esseri viventi vegetali che neanche il più grande designer sarebbe in grado di pensare o rappresentare. Questi esseri viventi possono vivere in tutte le acque dolci continentali, ma prediligono tendenzialmente le raccolte di acque lentiche dove la mancanza di corrente ne favorisce lo sviluppo. Infatti, anche se alcune di queste sono dotate di microscopici flagelli natatori che consentono loro dei piccoli movimenti, non sono in grado di opporsi alla seppur minima corrente. Pertanto gli stagni, le paludi, i piccoli e tranquilli laghetti di campagna o le temporanee pozze di acqua stagionali che sono solite formarsi nell'alveo dei fiumi o dei torrenti durante il periodo di secca, sono gli ambienti acquatici ideali per il loro sviluppo. La riproduzione delle microalghe è condizionata da elementi chimici che ne possono favorire la rapida proliferazione. Tra questi ricordiamo: l'azoto, il fosforo, il ferro il silicio che in ceri casi contribuiscono ad accelerare il loro sviluppo fino a formare quella che viene chiamata la "fioritura dell'acqua". Questa tende ad assomigliare ad un prato che ricopre gran parte della superficie della raccolta d'acqua dove avviene, attribuendo al mezzo liquido dei colori con dei riflessi meravigliosi. In certi casi questo sviluppo è troppo esagerato per eccesso di fosfati e sostanze azotate che spesso abbondano per la concimazione nel terreno e che per dilavamento finiscono nell'acqua. In questi si verifica la rottura dell'equilibrio dell'ecosistema acquatico, trasformando il prezioso fitoplancton in un danno per tutta la catena alimentare.